# 役場事務組合
役場事務組合（やくばじむくみあい）は、かつて存在した地方自治法第284条の規定に基づく地方公共団体の組合の一種である。地方公共団体の中で町村だけが組織でき、役場の執行機関の事務を共同処理することができた。
地方自治法第284条第6項後段に「役場事務組合内各町村の執行機関の権限に属する事項がなくなつたときは、その執行機関は、役場事務組合の成立と同時に消滅する。」と規定されていた。よって、役場事務組合が設置された場合は、各町村の議会は引き続き存続する一方で、各町村長は廃止され組合の管理者を直接選挙で選出することになった。
したがって、それまでの町村の名称・地域的まとまりに対する住民のこだわりが強い場合に、それらや住民の代表である町村議会を保存しながら町村長以下の執行機関は統合して実質的に一つの自治体になる方法として、通常の町村合併に代えて利用されることが想定されていた。
1959年（昭和34年）10月1日以降、役場事務組合は存在しなかった。2011年（平成23年）8月1日、地方自治法の一部を改正する法律（平成23年5月2日法律第35号）の施行により、役場事務組合に関する規定は地方自治法から削除され、役場事務組合の制度は廃止された。